# Pierre Carbonnel
 (août 2024).
Si vous disposez d'ouvrages ou d'articles de référence ou si vous connaissez des sites web de qualité traitant du thème abordé ici, merci de compléter l'article en donnant les références utiles à sa vérifiabilité et en les liant à la section « Notes et références ».
Pierre Carbonnel né le 9 avril 1925 à Anglet et mort le 21 novembre 2011 à Blois est un peintre d'art moderne français du XXe siècle.

## Biographie
Il est l'initiateur d'une technique mêlant peinture et sculpture liquide, Jean Dubuffet était le premier admirateur de sa technique très singulière. 
Ses œuvres sont aujourd'hui exposées à la galerie les Métarmorphozes.